# 新场镇 (威远县)
新场镇，是中华人民共和国四川省内江市威远县下辖的一个乡镇级行政单位。

## 行政区划
新场镇下辖以下地区：
新场街道社区、上游村、新权村、万祥村、老场村、西沟村、卡房村、联丰村、曹胜村、古佛村、二峨村、三伏村、白胜村、蔡家村、民胜村、丰田村、胜利村、龙奉村、红村、麻柳村、裕河村和红豆村。